# دژو (شاندونگ)
دژو (شاندونگ) (به لاتین: Dezhou) یک سکونتگاه مسکونی در جمهوری خلق چین است که در شاندونگ واقع شده است.

## خصوصیات
دژو ۱۰٬۳۵۶ کیلومترمربع مساحت و ۵٬۵۸۶٬۲۰۰ نفر جمعیت دارد.